# Nell Tiger Free
Nell Tiger Free (* 13. Oktober 1999 in Kingston upon Thames, London) ist eine britische Schauspielerin.

## Leben
Nell Tiger Free stammt aus dem Londoner Stadtteil Kingston upon Thames, wo sie zusammen mit einer älteren Schwester aufwuchs. Ihr Vater arbeitet als Personalrecruiter, die Mutter ist Yogalehrerin. Sie besuchte die Teddington School im Londoner Stadtteil Richmond upon Thames.
Free ist seit 2012 als Schauspielerin aktiv. Ihren ersten Auftritt hatte sie in dem Film Broken. Es folgten Auftritte in einem Fernsehfilm und in der Serie Der junge Inspektor Morse. Bekanntheit erlangte sie durch die Verkörperung der Myrcella Baratheon in der HBO-Serie Game of Thrones, welche sie 2015 innehatte. In den beiden ersten Staffeln wurde diese Rolle von Aimee Richardson gespielt.
Seit 2019 ist Free in der Rolle der Nanny Leanne Grayson in der Serie Servant in einer der Hauptrollen zu sehen, die beim Streaminganbieter Apple TV+ veröffentlicht wurde. Eine Hauptrolle erhielt Free in dem Horrorfilm Das erste Omen von Arkasha Stevenson, der im April 2024 in die Kinos kam.

## Filmografie (Auswahl)
- 2012: Broken
- 2012: Gestatten, Mr. Stink (Mr. Stink) (Fernsehfilm)
- 2014: Der junge Inspektor Morse (Endeavour, Fernsehserie, Episode 2x02)
- 2015–2016: Game of Thrones (Fernsehserie, 6 Episoden)
- 2016: Wonderwell
- 2019: Too Old to Die Young (Fernsehserie, 6 Episoden)
- 2019–2023: Servant (Fernsehserie, 40 Episoden)
- 2021: Life in Space (Settlers)
- 2023: Wonderwell – Violets magische Reise
- 2024: Das erste Omen (The First Omen)